# Tebaronga
Tebaronga (auch: Kanton Village) ist der einzige Ort im pazifischen Archipel der Phoenixinseln auf dem Atoll Kanton im Staat Kiribati. 2015 wurden 20 Einwohner gezählt, derzeit (Stand 2020) leben dort 41 Menschen.

## Geschichte
Tebaronga liegt im Westen des Atolls. 
Im Norden des Atolls liegt der Flugplatz Canton Island Airport (IATA-Code CIS, ICAO-Code PCIS), mit einer Landebahnlänge von 1,9 km. Er wurde während des Zweiten Weltkriegs gebaut, jedoch 1975 geschlossen und steht nur noch als Notlandeplatz zur Verfügung.
Der heutige Name des Atolls ist auf ein Schiffsunglück zurückzuführen: Am 4. März 1854 lief der Walfänger Canton vor den Riffen der Insel auf Grund. Commander R. W. Meade benannte die Insel 1872 in Erinnerung an dieses Abenteuer nach dem gestrandeten Walfänger.
Großbritannien und die Vereinigten Staaten vereinbarten 1939, das Atoll für 50 Jahre gemeinsam zu kontrollieren. Zeitweise war Kanton ein wichtiger Stützpunkt für den transpazifischen Luftverkehr.
2010 entdeckte Alex Bond, der sich mit einer Yacht auf der Überfahrt von Hawaii nach Fidschi befand, dass die Bewohner der Insel unter Lebensmittelknappheit litten. Ein wichtiges Versorgungsschiff war nicht eingetroffen, so hatten sie sich über mehrere Monate nur von Kokosnüssen und Fisch ernähren müssen. Bond kontaktierte mit seinem Satellitentelefon die US-Küstenwache, die Nahrungsmittellieferungen veranlasste.

## Klima
Das Klima ist tropisch heiß, wird jedoch von ständig wehenden Winden gemäßigt. Tebaronga wird gelegentlich von Zyklonen heimgesucht.